# 佐久市立天来記念館
佐久市立天来記念館（さくしりつてんらいきねんかん）は長野県佐久市にある書道専門の美術館。

## 概要
1968年、書家の比田井天来の生家に「比田井天来生誕の地」の碑が、当時の望月町民有志や天来の会によって建立され、記念館建設の機運が高まり、1975年6月21日に開館した。同年9月26日には書道専門美術館としては初の登録博物館として認可された。比田井天来揮毫の書や、妻の比田井小琴や、門人らの作家の書を収蔵展示している。
「天来・小琴常設展示室」では、夫妻の書や、筆、硯、落款、用筆法（俯仰法）で個展を臨書した学書筌蹄、屏風、条幅、扁額などに書かれた天来の代表作品がある。企画展示室には天来流書家で、現代書道を築き上げた上田桑鳩、金子鷗亭、手島右卿、桑原翠邦、比田井南谷ら各会派を代表する書家の作品を展示している。

## 利用情報
- 開館日時：9:00から17:00
- 休館日：毎週月曜日と火曜日（祝日の場合は翌日）、祝日の翌日（土曜・日曜・祝日にあたる場合は開館）、年末年始（12月29日～1月3日）

## 交通アクセス
- 上信越自動車道
  - 佐久I.C. から約30分
  - 東部湯の丸I.C.から約30分